# Isaiah Parente
Isaiah Parente (Medina, 16 marzo 2000) è un calciatore statunitense, centrocampista del Ventura County.

## Caratteristiche tecniche
È un centrocampista centrale.

## Carriera
Inizia a giocare a calcio nel settore giovanile del Columbus Crew dove milita dal 2015 al 2018. Successivamente trascorre un biennio nei W.F. Demon Deacons, una delle selezioni calcistiche della Wake Forest University; durante questo periodo nel 2019 gioca anche con i Flint City Bucks in USL League Two, con cui vince il campionato.
L'11 gennaio 2021 entra a far parte ufficialmente della prima squadra del Columbus Crew; debutta fra i professionisti l'8 aprile seguente, nel match di CONCACAF Champions League vinto 4-0 contro il Real Estelí.

## Statistiche
Statistiche aggiornate al 3 ottobre 2021.

### Presenze e reti nei club
| Stagione        | Squadra          | Campionato      | Campionato | Campionato | Coppe nazionali | Coppe nazionali | Coppe nazionali | Coppe continentali | Coppe continentali | Coppe continentali | Altre coppe | Altre coppe | Altre coppe | Totale | Totale | Totale |
| Stagione        | Squadra          | Comp            | Pres       | Reti       | Comp            | Pres            | Reti            | Comp               | Pres               | Reti               | Comp        | Pres        | Reti        | Pres   | Reti   |        |
| --------------- | ---------------- | --------------- | ---------- | ---------- | --------------- | --------------- | --------------- | ------------------ | ------------------ | ------------------ | ----------- | ----------- | ----------- | ------ | ------ | ------ |
| 2019            | Flint City Bucks | USL2            | 5          | 1          |                 | -               | -               |                    | -                  | -                  |             | -           | -           | 5      | 1      |        |
| 2021            | Columbus Crew    | MLS             | 6          | 0          |                 | -               | -               | CCL                | 3                  | 0                  |             | -           | -           | 9      | 0      |        |
| Totale carriera | Totale carriera  | Totale carriera | 11         | 1          |                 | 0               | 0               |                    | 3                  | 0                  |             | -           | -           | 14     | 2      |        |

## Palmarès

### Competizioni nazionali
- USL League Two: 1

Flint City Bucks: 2019
- Campionato MLS: 1

Columbus Crew: 2023

### Competizioni internazionali
- Campeones Cup: 1

Columbus Crew: 2021